# 共栄セキュリティーサービス
共栄セキュリティーサービス株式会社（きょうえいセキュリティーサービス、Kyoei Security Service Co., Ltd.）は、東京都千代田区に本社を置く警備サービス会社。東京証券取引所スタンダード市場上場。

## 概要
1985年5月に交通誘導警備業務を目的として設立。以降は交通誘導警備の他にも、施設や各種イベントの警備、ボディーガード、空港における消防業務などを行っており、ボディーガード業務に関しては、ハリウッドスターからも指名されるほどである。
2019年3月にJASDAQ（現：東京証券取引所スタンダード市場）に上場。JASDAQ上場以降は積極的にM&Aを実施して規模を拡大している。

## 沿革
- 1985年5月 - 交通誘導警備業務を目的として設立。
- 2000年4月 - 施設警備業務を開始。
- 2002年
  - 6月 - 「2002 FIFAワールドカップ」において、宮城スタジアム、埼玉スタジアム2002、新潟スタジアム、静岡県小笠山総合運動公園スタジアムの4会場における警備を担当。
  - 8月 - ボディーガード業務を開始。
- 2015年
  - 7月 - 道都機動警備を子会社化。
  - 9月 - ティー・エフ・ケイを吸収合併。
  - 12月 - 道都警備を子会社化。
- 2016年3月 - 子会社である道都警備が、道都機動警備を吸収合併。
- 2019年3月 - JASDAQ上場。
- 2020年5月 - セコムとの間で業務・資本提携を締結[4]。
- 2022年
  - 4月 - 日本セキュリティサービス（後のKSS大阪）を子会社化。
  - 8月 - ダイトーセキュリティーを子会社化[5]。
- 2023年
  - 2月 - 合建警備保障を子会社化[6]。
  - 10月 - 東神産業（後のKSS神奈川）とセキュリティを子会社化[7][8]。
  - 12月 - 千葉県千葉市に本社がある東邦警備保障を子会社化。
- 2024年3月 - 子会社であるセキュリティが、埼玉県朝霞市に本社がある東邦警備保障を子会社化[9]。
- 2025年1月 - ネオ・アメニティーサービスと中国警備保障を子会社化[10][11]。

## グループ会社
- 株式会社道都警備
- 東邦警備保障株式会社（埼玉）
- 東邦警備保障株式会社（千葉）
- 株式会社セキュリティ
- 三治警備保障株式会社
- 株式会社ネオ・アメニティーサービス
- KSS神奈川株式会社
- KSS大阪株式会社
- 合建警備保障株式会社
- 株式会社バンガード